# Laura Benko
Laura Benko (Vicenza, 27 giugno 1983) è un'ex cestista italiana.
Guardia-ala di 180 cm, ha giocato in Serie A1 con Pozzuoli, Como e Schio.

## Carriera
Non è entrata nella sfida di Supercoppa italiana vinta contro Taranto il 7 ottobre 2012. Ha contribuito alla vittoria dello scudetto. Nel 2013-2014 scende in Serie A2 per giocare con Vicenza.

## Palmarès
- Campionato italiano: 1
Pall. Femm. Schio: 2012-2013